# Grevskap
Grevskap är ett sedan feodalismen förekommande begrepp, som betecknar en förläning som givits åt en greve. 

## Modern betydelse
En politisk betydelse har grevskapet under modern tid främst haft i Storbritannien och Irland, där grevskapen är sekundärkommuner. Det engelska ordet för grevskap, county, används även om motsvarande indelningar i USA, Kanada och Liberia, men det översätts i dessa sammanhang normalt inte till svenska.[källa behövs]
I Spanien kan bland annat regionerna Kataloniens och Galiciens comarcor ibland beskrivas som grevskap.